# Lia McHugh
Lia Ryan McHugh (Pittsburgh, 2005. november 18. –) amerikai színésznő.
Legismertebb alakítása Szipor a 2021-es Örökkévalók című filmben. Az American Woman című sorozatban is szerepelt.

## Élete és pályafutása
2005. november 18-án született Pittsburghben. Három idősebb testvére van – Flynn, Logan és Shea – és egy öccse, Gavin, aki agyi bénulásban szenved.
Első szerepe a Szellemjárás című sorozatban volt. 2021-ben az Örökkévalók című filmben szerepelt.

## Filmográfia

### Film
| Év   | Magyar cím         | Eredeti cím          | Szerep            | Magyar hang             |
| ---- | ------------------ | -------------------- | ----------------- | ----------------------- |
| 2017 |                    | Hot Summer Nights    | nyári madár nővér |                         |
| 2017 | Totem              | Totem                | Abby              | Dolmány-Bogdányi Korina |
| 2018 | Együtt a gonosszal | Along Came the Devil | Ashley fiatalon   |                         |
| 2019 | Téli menedék       | The Lodge            | Mia Hall          | Kobela Kíra             |
| 2020 | Kanári             | Songbird             | Emma Griffins     | Szűcs Anna Viola        |
| 2021 | Örökkévalók        | Eternals             | Szipor            | Stern Hanna             |
| 2021 |                    | A House on the Bayou | Ana               |                         |

### Televízió
| Év   | Magyar cím        | Eredeti cím    | Szerep        | Megjegyzések                        |
| ---- | ----------------- | -------------- | ------------- | ----------------------------------- |
| 2016 | Szellemjárás      | A Haunting     | Jacey         | 1 epizód                            |
| 2018 |                   | American Woman | Jessica Nolan | főszereplő                          |
| 2019 | A sötétség titkai | Into the Dark  | Maggie Singer | 1 epizód magyar hangja: Kobela Kíra |